# Tordères
Tordères település Franciaországban, Pyrénées-Orientales megyében. Lakosainak száma 186 fő (2022. január 1.). Tordères Fourques, Passa, Llauro és Montauriol községekkel határos.

## Népesség
A település népessége az elmúlt években az alábbi módon változott:
| Lakosok száma | 163  | 151  | 164  | 165  | 172  | 172  | 180  | 184  | 186  |
|               | 2013 | 2015 | 2016 | 2017 | 2018 | 2019 | 2020 | 2021 | 2022 |